# Edouard Fesinger
Edouard Fesinger war ein belgischer Sportschütze.

## Erfolge
Edouard Fesinger nahm an den Olympischen Spielen 1920 in Antwerpen im Trap teil. Den Mannschaftswettbewerb schloss er mit der belgischen Mannschaft auf dem zweiten Rang ab, mit 503 Punkten hatten die Belgier 44 Punkte Rückstand auf die erstplatzierten US-Amerikaner. Neben Fesinger gehörten noch Albert Bosquet, Louis Van Tilt, Émile Dupont, Joseph Cogels und Henri Quersin zum Team.